# Utkast till ett brev
Utkast till ett brev är en singel av Lars Winnerbäck från albumet Hosianna, släppt som digital singel den 24 augusti 2013 och i fysisk form 9 september på vinyl-EP. Vinylen såldes exklusivt på turné och pressades i 1000 exemplar. Den 1 december gick låten in på Svensktoppen.

## Låtlista
Digitalt
1. Utkast till ett brev 4:41
Vinyl-EP
A. Utkast till ett brev 4:38
B. Utkast till ett brev (akustisk version) 5:06